# Prager Adressbuch
Das Prager Adressbuch (tschechisch Pražský Adresář) war ein Einwohnerverzeichnis der Stadt Prag von 1847 bis 1938.

## Geschichte
1847 erschien erstmals ein Adressenbuch für die königliche Hauptstadt Prag. Es wurde von der Akademie der Wissenschaften herausgegeben und sollte das Handbuch des Königreichs Böhmen (1844–1851) ergänzen.
1859, 1871 und 1889 erschienen weitere deutschsprachige Ausgaben, verantwortet von verschiedenen Verlagen.
1884 wurde die erste tschechische Ausgabe herausgegeben, der bis 1938 zehn weitere folgten.
Außerdem gab es in einigen Jahren Adressbücher nur über Gewerbe.
1951 und 1953 erschien jeweils ein Adressbuch ehemaliger Prager.

## Inhalt
Im I. Teil gibt es jeweils ein umfassendes Verzeichnis von selbstständigen Einwohnern Prags und der umgebenden Orte, ohne Untermieter und Dienstpersonal, in alphabetischer Reihenfolge.
In den ersten beiden Ausgaben  ist auch noch ein alphabetisches Straßenverzeichnis enthalten, ebenso in einem gesonderten Band von 1870 (in tschechischer Sprache).
Danach folgt meist ein II. Teil mit einem Verzeichnis von Gewerbe, alphabetisch sortiert nach den Berufsbezeichnungen.
Im III. Teil sind Behörden, Institutionen, Vereine, Zeitschriften und Sehenswürdigkeiten aufgeführt.
Diese sind in den ersten Ausgaben teilweise ausführlich dargestellt, zum Beispiel mit allen Beilagen einer Zeitung und deren Chefredakteuren oder allen Lehrern der einzelnen Schulen.
In einigen Ausgaben gibt es Register am Anfang oder am Ende, in anderen nicht.